# Список погибших в катастрофе Ту-154 в Смоленске
Список людей, погибших при крушении самолёта Ту-154М под Смоленском 10 апреля 2010 года, включает всех находившихся на борту 96 человек (88 пассажиров и 8 членов экипажа), летевших рейсом PLF101 для польской делегации президента Леха Качинского с высокопоставленными лицами страны (включая членов высшего командного состава Вооружённых сил), членами общественных организаций и деятелями науки, культуры, искусства и религии, направлявшейся в Катынь для участия в траурных мероприятиях по случаю 70-летия Катыньского расстрела. Самолёт принадлежал 36-му Специальному транспортному авиационному полку Воздушных сил Польши.

## Экипаж
Список 8 членов экипажа приводится в том порядке, в каком он представлен на сайте Министерства внутренних дел Польши.
| Портрет | Имя                        | Дата рождения   | Должность                                                 |
| ------- | -------------------------- | --------------- | --------------------------------------------------------- |
|         | Аркадиуш Протасюк          | 13 ноября 1974  | Командир воздушного судна, капитан Воздушных сил Польши   |
|         | Роберт Гживна              | 8 февраля 1974  | Второй пилот, майор Воздушных сил Польши                  |
|         | Артур Зентек               | 12 октября 1978 | Штурман, поручик Воздушных сил Польши                     |
|         | Анджей Михаляк             | 3 мая 1973      | Бортинженер, хорунжий Воздушных сил Польши                |
|         | Наталия Янушко             | 27 июля 1987    | Бортпроводник                                             |
|         | Барбара Мацейчик           | 26 августа 1981 | Старший бортпроводник                                     |
|         | Юстина Монюшко             | 6 июля 1985     | Бортпроводник                                             |
|         | Агнешка Погрудка-Венцлавек | 15 декабря 1975 | Бортпроводник, младшая хорунжая Бюро охраны правительства |

## Пассажиры
Список 88 пассажиров приводится в том порядке, в каком он представлен на сайте Министерства внутренних дел Польши (без учёта Агнешки Погрудки-Венцлавек, де-факто входившей в экипаж).
| Портрет | Имя                           | Дата рождения    | Должность |
| ------- | ----------------------------- | ---------------- | --- |
|         | Лех Качиньский                | 18 июня 1949     | Президент Польши, Верховный главнокомандующий Вооружёнными силами Польши                                                                            |
|         | Мария Качиньская              | 21 августа 1942  | Первая леди Польши |
|         | Рышард Качоровский            | 26 ноября 1919   | Последний Президент Польши в изгнании (1989—1990)                                                                                                   |
|         | Йоанна Агацкая-Индецкая       | 18 декабря 1964  | Председатель Верховного совета адвокатов |
|         | Эва Банковская                | 2 августа 1962   | Представительница Федерации катынских семей, внучка расстрелянного в Катыни бригадного генерала Мечислава Сморавинского                             |
|         | Анджей Бласик                 | 11 октября 1962  | Генерал брони, командующий Воздушными силами Польши                                                                                                 |
|         | Кристина Бохенек              | 30 июня 1953     | Вице-маршал Сената Республики Польша |
|         | Анна Мария Боровская          | 29 июля 1928     | Представительница Федерации катынских семей, дочь расстрелянного в Катыни подпоручика Францишека Поплавского                                        |
|         | Бартош Боровский              | 3 июня 1978      | Представитель Федерации катынских семей, внук Анны Марии Боровской, правнук Францишека Поплавского                                                  |
|         | Тадеуш Бук                    | 15 декабря 1960  | Генерал брони, командующий Сухопутными войсками Польши                                                                                              |
|         | Мирон (Ходаковский)           | 21 октября 1957  | Генерал бригады, архиепископ Польской православной церкви, православный ординарий Войска Польского                                                  |
|         | Чеслав Цывиньский             | 10 марта 1926    | Подполковник, председатель Всемирного союза солдат Армии крайовой                                                                                   |
|         | Збигнев Дембский              | 29 ноября 1922   | Подполковник, член капитула ордена Virtuti Militari                                                                                                 |
|         | Лешек Дептула                 | 25 февраля 1953  | Депутат Сейма Республики Польша |
|         | Гжегож Дольняк                | 17 февраля 1960  | Депутат Сейма Республики Польша |
|         | Катажина Дорачиньская         | 3 октября 1978   | Сотрудница Канцелярии Президента Польши |
|         | Эдвард Духновский             | 16 января 1930   | Генеральный секретарь Союза сибиряков |
|         | Александр Федорович           | 27 июля 1971     | Переводчик |
|         | Янина Фетлиньская             | 14 июня 1952     | Сенатор Сената Республики Польша |
|         | Ярослав Флорчак               | апрель 1969      | Подполковник, сотрудник Бюро охраны правительства                                                                                                   |
|         | Артур Француз                 | 10 ноября 1971   | Подпоручик, сотрудник Бюро охраны правительства |
|         | Франтишек Гонгор              | 8 сентября 1951  | Генерал армии, глава Генерального штаба Войска Польского                                                                                            |
|         | Гражина Генсицка              | 13 декабря 1951  | Депутат Сейма Республики Польша |
|         | Казимеж Гилярский             | 7 мая 1955       | Генерал дивизии, комендант Варшавского гарнизона |
|         | Пшемыслав Госевский           | 12 мая 1964      | Депутат Сейма Республики Польша |
|         | Бронислав Гостомский          | 9 ноября 1948    | Представитель Федерации катынских семей, капеллан, настоятель лондонской церкви святого Андрея Боболи в Хаммерсмите                                 |
|         | Мариуш Хандзлик               | 11 июня 1965     | Сотрудник Канцелярии Президента Польши |
|         | Роман Инджейчик               | 14 ноября 1931   | Капеллан президента Польши |
|         | Павел Янечек                  | 16 апреля 1973   | Поручик Бюро охраны правительства |
|         | Дариуш Янковский              | 8 июля 1955      | Сотрудник Канцелярии Президента Польши |
|         | Изабеля Яруга-Новацкая        | 23 августа 1950  | Депутат Сейма Республики Польша |
|         | Юзеф Ёнец                     | 12 октября 1959  | Член католического ордена пиаристов |
|         | Себастьян Карпинюк            | 4 декабря 1972   | Депутат Сейма Республики Польша |
|         | Анджей Карвета                | 11 июня 1958     | Вице-адмирал, командующий Военно-морскими силами Польши                                                                                             |
|         | Мариуш Казана                 | 5 августа 1960   | Директор Дипломатического протокола МИД Польши |
|         | Януш Кохановский              | 18 апреля 1940   | Омбудсмен Польши |
|         | Станислав Наленч-Коморницкий  | 26 июля 1924     | Генерал бригады, член капитула ордена Virtuti Militari                                                                                              |
|         | Станислав Ежи Коморовский     | 18 декабря 1953  | Заместитель министра национальной обороны Польши |
|         | Павел Краевский               | 28 июля 1975     | Хорунжий, сотрудник Бюро охраны правительства |
|         | Анджей Кремер                 | 8 августа 1961   | Заместитель министра иностранных дел Польши |
|         | Здзислав Круль                | 8 мая 1935       | Капеллан варшавского отделения Федерации катыньских семей                                                                                           |
|         | Януш Крупский                 | 9 мая 1951       | Директор Управления по вопросам ветеранов и репрессированных лиц                                                                                    |
|         | Януш Куртыка                  | 13 августа 1960  | Президент Института национальной памяти Польши |
|         | Анджей Квасник                | 10 ноября 1956   | Капеллан Федерации катыньских семей |
|         | Бронислав Квятковский         | 5 мая 1950       | Генерал брони, руководитель Оперативного управления Вооружённых сил Республики Польша                                                               |
|         | Войцех Любиньский             | 4 октября 1969   | Полковник, личный врач Президента Польши |
|         | Тадеуш Лютоборский            | 6 июня 1926      | Представитель Федерации катыньских семей |
|         | Барбара Маминьская            | 10 ноября 1957   | Директор Канцелярии Президента Польши |
|         | Божена Мамонтович-Лоек        | 22 декабря 1937  | Представитель Федерации катыньских семей, председатель Польского катынского фонда                                                                   |
|         | Стефан Меляк                  | 13 августа 1946  | Председатель Катынского комитета |
|         | Томаш Мерта                   | 7 ноября 1965    | Заместитель министра культуры и национального наследия Польши                                                                                       |
|         | Станислав Микке               | 11 сентября 1947 | Заместитель председателя Совета охраны памяти борьбы и мученичества                                                                                 |
|         | Александра Наталли-Свят       | 20 июля 1959     | Депутат Сейма Республики Польша |
|         | Янина Натусевич-Мирер         | 1 января 1940    | Деятельница демократической оппозиции в коммунистической Польше, член движения «Борющаяся солидарность»                                             |
|         | Пётр Носек                    | сентябрь 1975    | Подпоручик, сотрудник Бюро охраны правительства |
|         | Пётр Нуровский                | 20 июня 1945     | Президент Олимпийского комитета Польши |
|         | Бронислава Оравец-Лёффлер     | 16 февраля 1929  | Представительница Федерации катынских семей, племянница расстрелянного в Катыни майора Францишека Оравца                                            |
|         | Ян Осиньский                  | 24 марта 1975    | Подполковник, полевой капеллан, представитель Полевого ординариата Войска Польского                                                                 |
|         | Адам Пильх                    | 26 июня 1965     | Полковник, заместитель евангелического полевого капеллана                                                                                           |
|         | Катажина Пискорская           | 2 марта 1937     | Представительница Федерации катынских семей, дочь расстрелянного в Катыни подпоручика Томаша Пискорского                                            |
|         | Мацей Плажиньский             | 10 февраля 1958  | Депутат Сейма Республики Польша, председатель ассоциации «Вспульнота польска»                                                                       |
|         | Тадеуш Плоский                | 9 марта 1956     | Генерал дивизии, военный ординарий Войска Польского                                                                                                 |
|         | Влодзимеж Потасиньский        | 31 июля 1956     | Генерал дивизии, командующий Специальными войсками Польши                                                                                           |
|         | Анджей Пшевозник              | 13 мая 1963      | Генеральный секретарь Совета охраны памяти борьбы и мученичества                                                                                    |
|         | Кшиштоф Путра                 | 4 июля 1957      | Вице-маршал Сената Республики Польша |
|         | Рышард Румянек                | 7 ноября 1947    | Ректор Варшавского университета имени кардинала Стефана Вышиньского                                                                                 |
|         | Аркадиуш Рыбицкий             | 12 января 1953   | Депутат Сейма Республики Польша |
|         | Анджей Сариуш-Скомпский       | 20 ноября 1937   | Председатель Федерации катынских семей |
|         | Войцех Северин                | 31 августа 1939  | Скульптор, автор памятника жертвам Катыни в Найлсе, Иллинойс                                                                                        |
|         | Славомир Скшипек              | 10 мая 1963      | Глава Национального банка Польши |
|         | Лешек Сольский                | 23 ноября 1935   | Представитель Федерации катынских семей, сын расстрелянного в Катыни капитана Казимежа Сольского, племянник расстрелянного в Катыни Адама Сольского |
|         | Владислав Стасяк              | 15 марта 1966    | Руководитель Канцелярии Президента Польши |
|         | Яцек Сурувка                  | июль 1974        | Хорунжий, сотрудник Бюро охраны правительства |
|         | Александр Щигло               | 27 октября 1963  | Руководитель Бюро национальной безопасности Польши                                                                                                  |
|         | Ежи Шмайдзиньский             | 9 апреля 1952    | Вице-маршал Сейма Республики Польша |
|         | Йоланта Шиманек-Дереш         | 12 июля 1954     | Депутат Сейма Республики Польша |
|         | Изабеля Томашевская           | 13 сентября 1955 | Сотрудница Канцелярии Президента Польши |
|         | Марек Улерык                  | 6 января 1975    | Хорунжий, сотрудник Бюро охраны правительства |
|         | Анна Валентынович             | 15 августа 1929  | Основательница Свободных профсоюзов Побережья, деятельница движения «Солидарность»                                                                  |
|         | Тереза Валевская-Пшиялковская | 10 сентября 1937 | Представительница Федерации катынских семей, вице-президент фонда «Голгофа Востока»                                                                 |
|         | Збигнев Вассерман             | 17 сентября 1949 | Депутат Сейма Республики Польша |
|         | Веслав Вода                   | 17 августа 1946  | Депутат Сейма Республики Польша |
|         | Эдвард Войтас                 | 1 марта 1955     | Депутат Сейма Республики Польша |
|         | Павел Выпых                   | 20 февраля 1968  | Государственный секретарь Канцелярии Президента Польши                                                                                              |
|         | Станислав Зайонц              | 1 мая 1949       | Сенатор Сената Республики Польша |
|         | Януш Закженский               | 8 марта 1936     | Актёр театра и кино |
|         | Габриэла Зых                  | 31 мая 1941      | Представительница Федерации катынских семей |
|         | Дариуш Михаловский            | 24 июля 1975     | Капитан, сотрудник Бюро охраны правительства |